# Mercè Sorribas i Elias
Mercè Sorribas i Elias (Sabadell, 22 de juliol de 1920 - 2 de maig de 2000) va ser una locutora de ràdio i actriu catalana. El 1933 era la locutora més jove de l'Estat espanyol juntament amb Juan Hernández, tots dos treballadors de Ràdio Sabadell. Sorribas i Josepa Figueras són les dues locutores sabadellenques dels anys trenta del segle xix.

## Biografia
Mercè Sorribas, anomenada Merceneta, va néixer en el si d'una família de treballadors tèxtils. Era la tercera de quatre germans. Va seguir els estudis primaris i de ben petita va destacar pels dots teatrals. L'any 1933 va entrar a treballar a Ràdio Sabadell, amb 13 anys, falsificant l'edat i dient que en tenia 15. L'emissora li va pagar els estudis a l'escola de les Escolàpies de Sabadell fins als 14 anys. Va compaginar durant un temps la locució radiofònica amb la feina d'actriu. A partir del 1939, acabada la guerra, abandonà la ràdio i es dedicà plenament al teatre fins a l'any 1949, quan deixà de treballar per casar-se.